# Campeonato Argentino Súper 9 Juvenil 2011
El torneo Súper 9 Juvenil de 2011 fue la primera edición del campeonato organizado por la Unión Argentina de Rugby para las uniones regionales en la tercera división del Campeonato Argentino Juvenil. El torneo se llevó a cabo entre el 27 y 29 de octubre de 2011, en el Estadio Provincial Juan Gilberto Funes de La Punta, Provincia de San Luis.
Siguiendo los pasos del Campeonato Argentino de Mayores, la Zona Estímulo del Campeonato Argentino M18 fue restablecida como el Torneo Súper 9 Juvenil, un nuevo formato creado con el objetivo de fomentar el desarrollo y la interrelación de las uniones participantes. Todo el torneo se llevó a cabo en una sede única, permitiendo la disputa de encuentros entre equipos de regiones distantes. Los partidos tuvieron un formado reducido, disputándose dos tiempos de 20 minutos y garantizando que cada equipo disputase cuatro encuentros en total. Además, se realizaron cursos y talleres para el desarrollo de jugadores, entrenadores y árbitros. La sede elegida para esta temporada fue la Provincia de San Luis, disputando los encuentros en el Estadio Provincial Juan Gilberto Funes de La Punta.
La Unión Sanjuanina de Rugby se quedó con el campeonato al derrotar 10-3 a los anfitriones, la Unión de Rugby San Luis, en el último partido de la Copa de Oro y logró el ascenso a la Zona Ascenso del Campeonato Argentino M18 2012. La Unión de Rugby Austral y la Unión Jujeña de Rugby se quedaron con la Copa de Plata y la Copa de Bronce, respectivamente.

## Equipos participantes
Disputaron esta edición los seleccionados provenientes de nueve uniones provinciales.
| División                                       | Equipo           | Unión                              |
| ---------------------------------------------- | ---------------- | ---------------------------------- |
| Súper 9 Juvenil 2011 (Zona Estímulo) 9 equipos | Andina           | Unión Andina de Rugby              |
| Súper 9 Juvenil 2011 (Zona Estímulo) 9 equipos | Austral          | Unión de Rugby Austral             |
| Súper 9 Juvenil 2011 (Zona Estímulo) 9 equipos | Formosa          | Unión de Rugby de Formosa          |
| Súper 9 Juvenil 2011 (Zona Estímulo) 9 equipos | Jujuy            | Unión Jujeña de Rugby              |
| Súper 9 Juvenil 2011 (Zona Estímulo) 9 equipos | Misiones         | Unión de Rugby de Misiones         |
| Súper 9 Juvenil 2011 (Zona Estímulo) 9 equipos | San Juan         | Unión Sanjuanina de Rugby          |
| Súper 9 Juvenil 2011 (Zona Estímulo) 9 equipos | San Luis         | Unión de Rugby San Luis            |
| Súper 9 Juvenil 2011 (Zona Estímulo) 9 equipos | Santa Cruz       | Unión Santacruceña de Rugby        |
| Súper 9 Juvenil 2011 (Zona Estímulo) 9 equipos | Tierra del Fuego | Unión de Rugby de Tierra del Fuego |

## Formato

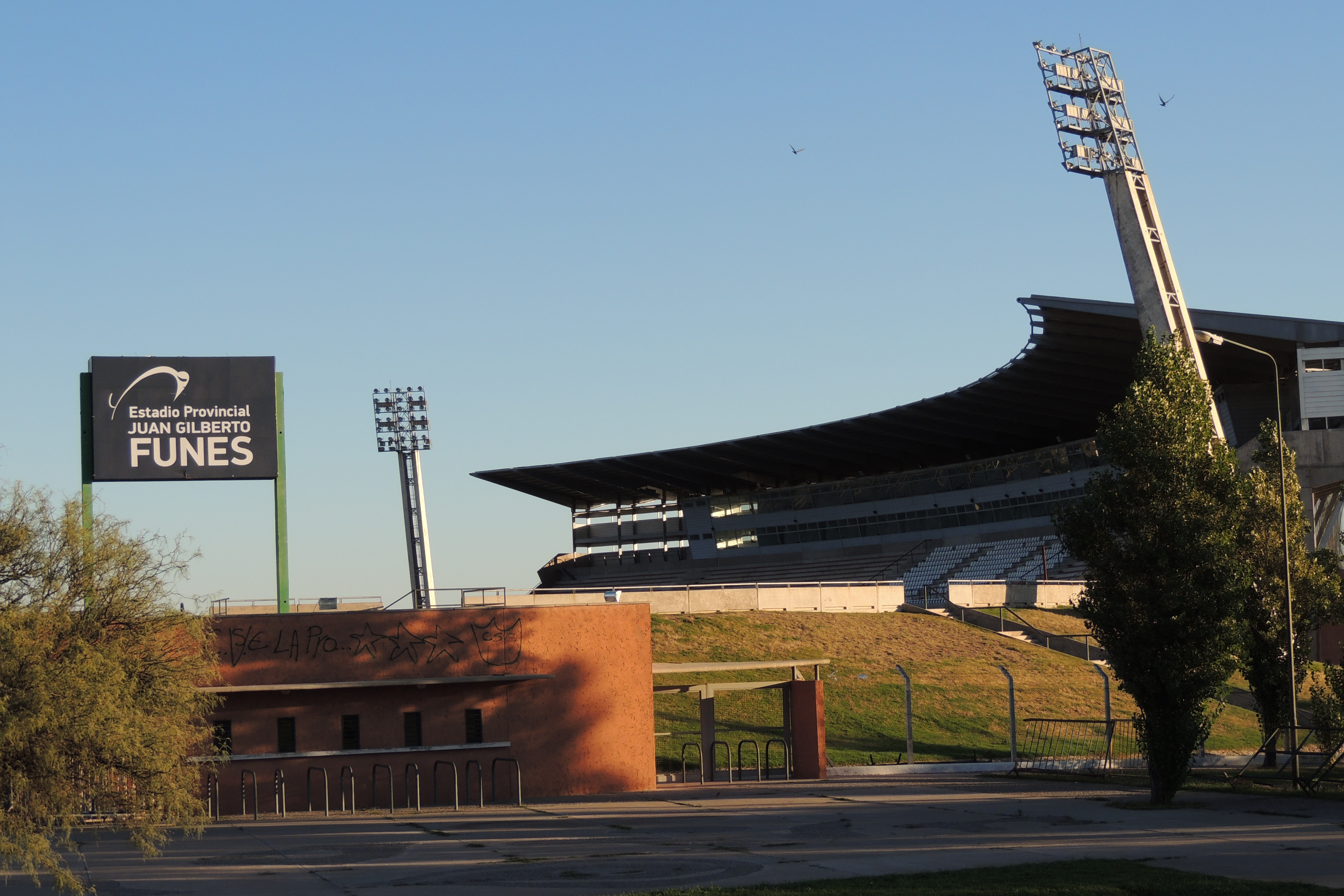
Estadio Juan Gilberto Funes de San Luis, sede del torneo.

El torneo actuó como la Zona Estímulo (tercera división) del Campeonato Argentino Juvenil de Rugby y estuvo compuesta por nueve equipos.
Primera fase
Durante la primera fase, los nueve equipos fueron divididos en tres zonas de tres equipos cada una. Cada zona se resolvió a través del sistema de todos contra todos a una sola ronda. Se otorgaron 2 puntos por partido ganado, 1 por partido empatado y 0 por partido perdido. No hubo puntos bonus. Los 1.º de cada zona clasificaron a las Copa de Oro, los 2.º a la Copa de Plata y los 3.º a la Copa de Bronce. 
Fase final
La fase final estuvo divida en tres zonas: Copa de Oro, Plata y Bronce. Cada zona se resolvió bajo el mismo formato de la primera fase.  El ganador de cada zona se adjudicó su respectiva copa, con el campeón de la Copa de Oro siendo el campeón del torneo y ascendiendo a la Zona Ascenso del Campeonato Argentino Juvenil de la siguiente temporada.

## Primera fase

### Zona 1
| Pos. | Equipos    | Partidos | Partidos | Partidos | Tantos | Tantos | Tantos | Pts. |
| Pos. | Equipos    | G        | E        | P        | PF     | PC     | DP     | Pts. |
| ---- | ---------- | -------- | -------- | -------- | ------ | ------ | ------ | ---- |
| 1.°  | San Juan   | 2        | 0        | 0        | 80     | 10     | +70    | 4    |
| 2.°  | Misiones   | 1        | 0        | 1        | 29     | 40     | -11    | 2    |
| 3.°  | Santa Cruz | 0        | 0        | 2        | 5      | 64     | -59    | 0    |

|  | Clasifica a Copa de Oro    |
|  | Clasifica a Copa de Plata  |
|  | Clasifica a Copa de Bronce |

| 27 de octubre | San Juan | 35 - 10 | Misiones | Estadio Juan Gilberto Funes, La Punta |  |
|               |          | Reporte |          |                                       |  |

| 27 de octubre | Misiones | 19 - 5  | Santa Cruz | Estadio Juan Gilberto Funes, La Punta |  |
|               |          | Reporte |            |                                       |  |

| 27 de octubre | San Juan | 45 - 0  | Santa Cruz | Estadio Juan Gilberto Funes, La Punta |  |
|               |          | Reporte |            |                                       |  |

### Zona 2
| Pos. | Equipos  | Partidos | Partidos | Partidos | Tantos | Tantos | Tantos | Pts. |
| Pos. | Equipos  | G        | E        | P        | PF     | PC     | DP     | Pts. |
| ---- | -------- | -------- | -------- | -------- | ------ | ------ | ------ | ---- |
| 1.°  | San Luis | 2        | 0        | 0        | 33     | 10     | +23    | 4    |
| 2.°  | Austral  | 1        | 0        | 1        | 15     | 18     | -3     | 2    |
| 3.°  | Jujuy    | 0        | 0        | 2        | 13     | 33     | -20    | 0    |

|  | Clasifica a Copa de Oro    |
|  | Clasifica a Copa de Plata  |
|  | Clasifica a Copa de Bronce |

| 27 de octubre | San Luis | 10 - 5  | Austral | Estadio Juan Gilberto Funes, La Punta |  |
|               |          | Reporte |         |                                       |  |

| 27 de octubre | Jujuy | 8 - 10  | Austral | Estadio Juan Gilberto Funes, La Punta |  |
|               |       | Reporte |         |                                       |  |

| 27 de octubre | San Luis | 23 - 5  | Jujuy | Estadio Juan Gilberto Funes, La Punta |  |
|               |          | Reporte |       |                                       |  |

### Zona 3
| Pos. | Equipos          | Partidos | Partidos | Partidos | Tantos | Tantos | Tantos | Pts. |
| Pos. | Equipos          | G        | E        | P        | PF     | PC     | DP     | Pts. |
| ---- | ---------------- | -------- | -------- | -------- | ------ | ------ | ------ | ---- |
| 1.°  | Tierra del Fuego | 2        | 0        | 0        | 39     | 23     | +16    | 4    |
| 2.°  | Andina           | 1        | 0        | 1        | 31     | 30     | +1     | 2    |
| 3.°  | Formosa          | 0        | 0        | 2        | 11     | 28     | -17    | 0    |

|  | Clasifica a Copa de Oro    |
|  | Clasifica a Copa de Plata  |
|  | Clasifica a Copa de Bronce |

| 27 de octubre | Andina | 15 - 27 | Tierra del Fuego | Estadio Juan Gilberto Funes, La Punta |  |
|               |        | Reporte |                  |                                       |  |

| 27 de octubre | Formosa | 8 - 12  | Tierra del Fuego | Estadio Juan Gilberto Funes, La Punta |  |
|               |         | Reporte |                  |                                       |  |

| 27 de octubre | Andina | 16 - 3  | Formosa | Estadio Juan Gilberto Funes, La Punta |  |
|               |        | Reporte |         |                                       |  |

## Fase final

### Copa de Oro
| Pos. | Equipos          | Partidos | Partidos | Partidos | Tantos | Tantos | Tantos | Pts. |
| Pos. | Equipos          | G        | E        | P        | PF     | PC     | DP     | Pts. |
| ---- | ---------------- | -------- | -------- | -------- | ------ | ------ | ------ | ---- |
| 1.°  | San Juan         | 1        | 0        | 1        | 25     | 25     | +0     | 2    |
| 2.°  | San Luis         | 1        | 0        | 1        | 25     | 22     | +3     | 2    |
| 3.°  | Tierra del Fuego | 1        | 0        | 1        | 10     | 13     | -3     | 2    |

|  | Campeón Copa de Oro |

| 29 de octubre | San Juan | 15 - 22 | Tierra del Fuego | Estadio Juan Gilberto Funes, La Punta |  |
|               |          | Reporte |                  |                                       |  |

| 29 de octubre | San Luis | 7 - 3   | Tierra del Fuego | Estadio Juan Gilberto Funes, La Punta |  |
|               |          | Reporte |                  |                                       |  |

| 29 de octubre | San Juan | 10 - 3  | San Luis | Estadio Juan Gilberto Funes, La Punta |  |
|               |          | Reporte |          |                                       |  |

### Copa de Plata
| Pos. | Equipos  | Partidos | Partidos | Partidos | Tantos | Tantos | Tantos | Pts. |
| Pos. | Equipos  | G        | E        | P        | PF     | PC     | DP     | Pts. |
| ---- | -------- | -------- | -------- | -------- | ------ | ------ | ------ | ---- |
| 1.°  | Austral  | 2        | 0        | 0        | 40     | 5      | +35    | 4    |
| 2.°  | Misiones | 1        | 0        | 1        | 15     | 24     | -9     | 2    |
| 3.°  | Andina   | 0        | 0        | 2        | 5      | 31     | -26    | 0    |

|  | Campeón Copa de Plata |

| 29 de octubre | Misiones | 10 - 5  | Andina | Estadio Juan Gilberto Funes, La Punta |  |
|               |          | Reporte |        |                                       |  |

| 29 de octubre | Austral | 21 - 0  | Andina | Estadio Juan Gilberto Funes, La Punta |  |
|               |         | Reporte |        |                                       |  |

| 29 de octubre | Misiones | 5 - 19  | Austral | Estadio Juan Gilberto Funes, La Punta |  |
|               |          | Reporte |         |                                       |  |

### Copa de Bronce
| Pos. | Equipos    | Partidos | Partidos | Partidos | Tantos | Tantos | Tantos | Pts. |
| Pos. | Equipos    | G        | E        | P        | PF     | PC     | DP     | Pts. |
| ---- | ---------- | -------- | -------- | -------- | ------ | ------ | ------ | ---- |
| 1.°  | Jujuy      | 2        | 0        | 0        | 21     | 7      | +14    | 4    |
| 2.°  | Formosa    | 1        | 0        | 1        | 21     | 13     | +8     | 2    |
| 3.°  | Santa Cruz | 0        | 0        | 2        | 5      | 27     | -22    | 0    |

|  | Campeón Copa de Bronce |

| 29 de octubre | Santa Cruz | 5 - 14  | Formosa | Estadio Juan Gilberto Funes, La Punta |  |
|               |            | Reporte |         |                                       |  |

| 29 de octubre | Jujuy | 8 - 7   | Formosa | Estadio Juan Gilberto Funes, La Punta |  |
|               |       | Reporte |         |                                       |  |

| 29 de octubre | Santa Cruz | 0 - 13  | Jujuy | Estadio Juan Gilberto Funes, La Punta |  |
|               |            | Reporte |       |                                       |  |

## Tabla de posiciones
| 1.° | San Juan         | 3 | 0 | 1 | 105 | 35 | +70 | 6 |
| 2.° | San Luis         | 3 | 0 | 1 | 58  | 32 | +26 | 6 |
| 3.° | Tierra del Fuego | 3 | 0 | 1 | 49  | 36 | +13 | 6 |
| 4.° | Austral          | 3 | 0 | 1 | 55  | 23 | +32 | 6 |
| 5.° | Misiones         | 2 | 0 | 2 | 44  | 64 | -20 | 4 |
| 6.° | Andina           | 1 | 0 | 3 | 36  | 61 | -25 | 2 |
| 7.° | Jujuy            | 2 | 0 | 2 | 34  | 40 | -6  | 4 |
| 8.° | Formosa          | 1 | 0 | 3 | 32  | 41 | -9  | 2 |
| 9.° | Santa Cruz       | 0 | 0 | 4 | 10  | 91 | -81 | 0 |

|  | Campeón Copa de Oro y asciende a Zona Ascenso 2012. |
|  | Campeón Copa de Plata.                              |
|  | Campeón Copa de Bronce.                             |

| Bandera de la Provincia de San Juan |
| San Juan Campeón Súper 9 Juvenil    |
| Primer título                       |